# Hell Freezes Over
Albums de The Eagles
Eagles Live
(1980) Farewell 1 Tour: Live from Melbourne
(2005)
Hell Freezes Over est le deuxième album en public — le huitième album de la discographie — du groupe californien The Eagles, sorti en 1994 qui contient quatre nouveaux titres enregistrés en studio : Get Over It, Love Will Keep us Alive, The Girl from Yesterday et Learn to be Still ainsi que onze chansons tirées d'un concert spécial pour le réseau MTV. Il contient une nouvelle version acoustique de leur grand succès Hotel California.

## Contexte
Le titre de l'album fait référence à une citation du batteur Don Henley après la dissolution orageuse du groupe en 1980. Lorsque les gens lui demandaient quand le groupe jouerait à nouveau ensemble, il répondait invariablement : « Quand l'enfer gèlera » (When Hell Freezes Over). Don Henley a déclaré en 1982 à propos de la rupture : « J'écarte simplement la possibilité de reconstituer les Eagles pour une tournée Lost Youth and Greed (Jeunesse perdue et cupidité). »
En 1993, un album hommage aux Eagles, Common Thread: Songs of The Eagles, a été enregistré par plusieurs artistes country. Travis Tritt, qui a couvert Take it Easy sur l'album, demande au groupe de figurer dans sa vidéo pour la chanson. Les anciens membres du groupe acceptent et apparaissent donc ensemble pour la première fois en treize ans. Deux mois plus tard, Glenn Frey et Don Henley décident de redémarrer le groupe pour de bon. Le bassiste et chanteur Randy Meisner, membre fondateur du groupe qu'il quitte en 1977, n'est cependant pas invité à les rejoindre. Henley et Frey font plutôt appel au remplaçant de Meisner, Timothy B. Schmit.
Le groupe reformé se produit pour la première fois en avril 1994 aux studios Warner Bros. à Burbank, en Californie, pour une émission spéciale de MTV. Au début du concert, Glenn Frey a plaisanté devant le public : « Au fait, nous ne nous sommes jamais vraiment séparés, nous avons simplement pris quatorze ans de vacances. » Les sessions d’enregistrement ont produit onze chansons pour l’album Hell Freezes Over. À cela s'ajoutent quatre nouvelles chansons et une nouvelle version studio de Hotel California dont les arrangements proposent une longue ouverture pour guitares acoustiques et percussions. 
L'enregistrement est suivi d'une tournée qui débute le 27 mai 1994 à Irvine, en Californie. L'album Hell Freezes Over est publié le 8 novembre 1994. La tournée, elle, s'achève en Écosse le 4 août 1996.
Cet album est le deuxième enregistrement public du groupe, après celui publié en 1980. La nouvelle chanson Get Over It connaît un succès modeste, et une autre nouvelle chanson, Love Will Keep us Alive, a atteint la première place du palmarès Billboard Adult Contemporary.
Le DVD est l’un des premiers à présenter une bande son au format DTS en plus d’une bande son stéréo PCM. Le DVD présente également la chanson Seven Bridges Road en audio DTS uniquement. Le DVD a depuis été réédité avec une bande son Dolby Digital supplémentaire. L’album est également sorti sous forme de CD DTS en 1997.

## Liste des chansons
Sauf indication contraire, Don Henley est au chant.
1. Get Over It (Henley, Frey)
2. Love Will Keep Us Alive (Pete Vale, Capaldi, Carrack)
3. The Girl from Yesterday (Frey, Jack Tempchin)
4. Learn to Be Still (Henley, Stan Lynch)
5. Tequila Sunrise (Henley, Frey)
6. Hotel California (Don Henley, Glenn Frey, Don Felder)
7. Wasted Time (Henley, Frey)
8. Pretty Maids All In A Row (Walsh, Joe Vitale)
9. I Can't Tell You Why (Schmit, Henley, Frey)
10. New York Minute (Henley, Danny Kootch Kortchmar, Jai Winding)
11. The Last Resort (Henley, Frey)
12. Take It Easy (Frey, Jackson Browne)
13. In the City (Walsh, Barry De Vorzon)
14. Life in the Fast Lane (Henley, Frey, Walsh)
15. Desperado (Henley, Frey)

## Personnel

### Eagles
- Glenn Frey - guitares, claviers, piano, chant
- Don Felder - guitares, guitare pedal-steel, mandoline, chant
- Joe Walsh - guitares, guitare slide, talk-box, orgue, chant
- Timothy B. Schmit - basse, chant
- Don Henley - batterie, percussion, guitare acoustique, chant

### Musiciens additionnels
- John Corey : piano
- Timothy Drury : claviers, chœurs
- Jay Oliver : piano, orgue, claviers
- Brian Matthews:– Electro-Theremin
- Al Garth : trompette sur New York Minute
- Scott Crago : percussions, batterie
- Stan Lynch : percussions
- Paulinho Da Costa : percussions
- Gary Grimm : percussions
- Burbank Philharmonic Orchestra : sur New York Minute